# Un robot tuttofare
Un robot tuttofare (Robot in the Family) è un film del 1994 diretto da Mark Harry Richardson e Jack Shaoul.
È un film commedia statunitense per ragazzi a sfondo fantastico con Joe Pantoliano, John Rhys-Davies e Danny Gerard.

## Trama
L'antiquario Jack Shamir cerca invano nell'hobby per le invenzioni il riscatto da una vita anonima e dalla scarsa fortuna negli affari: i bizzarri congegni elettronici e i meravigliosi giocattoli meccanici che costruisce dovrebbero riservargli fama e ricchezza, ma all'atto pratico sono completamente inutili. Un giorno, però, le cose cambiano: "Goldigger", il robot domestico che ha realizzato seguendo l'ispirazione del momento, è davvero un gioiello di tecnologia artigianale. Capace di badare alla casa come il più efficiente dei maggiordomi, il robot diventa il migliore amico dei suoi figlioli, e - ciò che più conta - si rivela un prezioso alleato quando Shamir si imbarca nella pericolosa avventura di riportare alla luce l'inestimabile "elmo di Solimano" per sfuggire all'incubo dei debiti e al rischio della bancarotta a causa della spietata concorrenza dell'avido Eli Taki, suo vicino di negozio.

## Produzione
Il film, diretto da Mark Harry Richardson e Jack Shaoul su una sceneggiatura dello stesso Shaoul, fu prodotto da Bill Burke, da Shaoul e da Mark Harry Richardson per la Rapid Film Group.

## Distribuzione
Il film fu distribuito negli Stati Uniti nel 1994 con il titolo Robot in the Family. Fu poi distribuito per l'home video con il titolo Golddigger.
Alcune delle uscite internazionali sono state:
- nel Regno Unito (A Robot Named Golddigger)
- in Spagna (El robot de Oro)
- in Italia (Un robot tuttofare)

## Critica
Secondo Fantafilm il film è una "semisconosciuta commedia sviluppata tra avventura e fantascienza, che trova principale motivo di interesse nelle interpretazioni di John Rhys-Davis (nel ruolo del perfido Taki) e di Joe Pantoliano (nel personaggio di Shamir).".
Nel 2020 il film viene recensito dalla casa di produzione cinematografica RedLetterMedia in occasione del novantesimo episodio della loro rubrica Best Of The Worst, assieme a Showdown (1993) e Bloodz vs. Wolvez. Nell'episodio, il film viene pesantemente criticato per il suo ritmo eccessivamente frenetico e la sua trama inconsistente, con Mike Stoklasa a commentare "se pensate che The Room sia un film scadente, provate a guardare questo!".